# Diadème des Étoiles

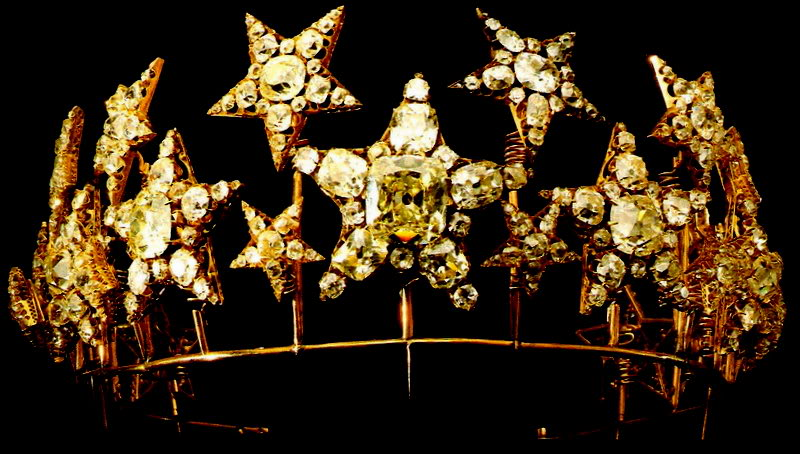
Diadème des Étoiles

Le diadème des Étoiles (en portugais : Diadema das Estrelas) est un diadème en diamant commandée par la reine consort Maria Pia de Savoie. Il fait partie des joyaux de la Couronne portugaise.

## Histoire

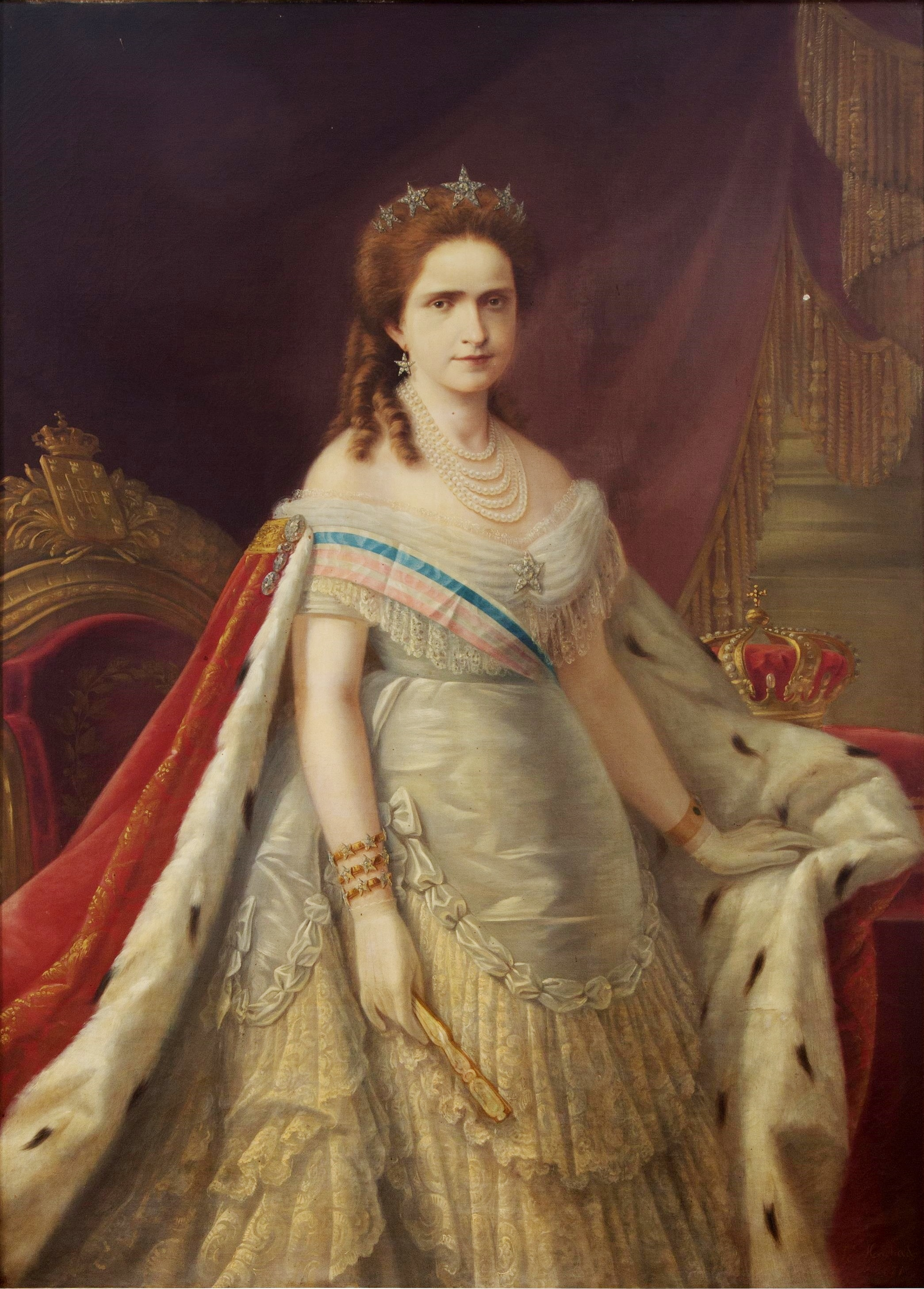
Maria Pia de Savoie, reine consort de Portugal, par F. Machado (1871)

En 1863, la reine consort du Portugal, Maria Pia de Savoie, commande au joailler Estêvão de Sousa divers bijoux avec des ornements en forme d'étoiles. Ces parures, comprenant le diadème mais aussi un collier, des boucles d'oreilles, des bracelets et des épingles à cheveux, n'appartenaient pas à titre privé à la famille royale, mais était considéré comme des bijoux d'État. Pour leurs réalisation, d'autres bijoux royaux ont été démantelés afin d'en récupérer les diamants.
Après la mort du roi Louis Ier, mari de Maria Pia, le diadème sera porté par la reine Amélie jusqu'à la mort de son mari, le roi Charles Ier. Il deviendra vite l'un des bijoux portugais les plus connus et les plus médiatisés de son temps.
Dans la précipitation de l'abolition de la monarchie portugaise, le diadème sera laissé au pays lors de la fuite de la famille royale. Au vu de son statut de bijou d'État, les gouvernements républicains ne renverront pas ce bijou à l'ancienne famille régnante (au contraire de leurs bijoux privés, qui eux furent envoyés). 
Dans les années 1950, le régime autoritaire d'António Salazar ordonne une restauration des divers bijoux. Les diverses pièces étant dans un état assez déplorable et perdant ses diamants, le joailler Rosas Júnior ne put sauver que le diadème et le collier d'origine. Faisant aujourd'hui partie des joyaux de la Couronne portugaise, le diadème des Étoiles est conservé au Palais national d'Ajuda et est visible du public lors d'expositions.

## Description

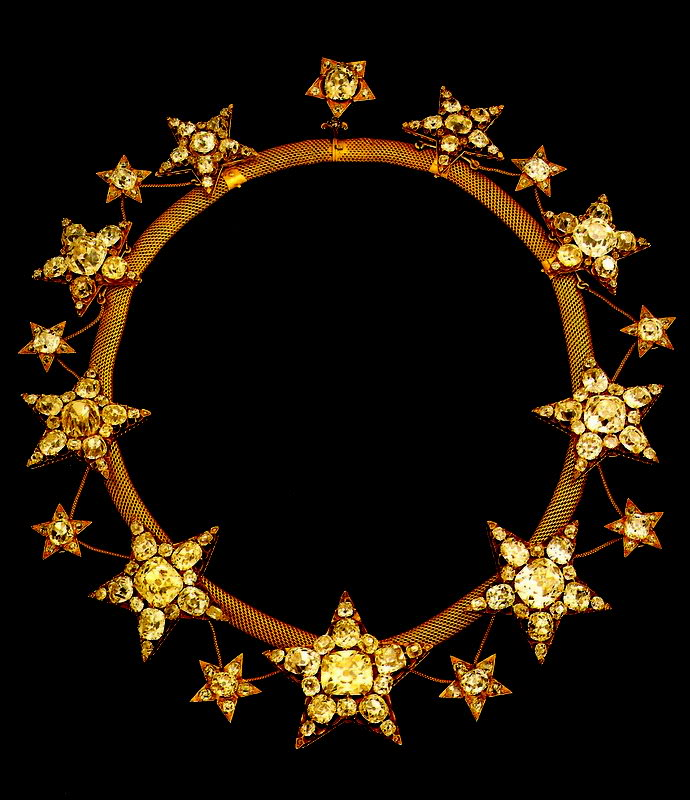
Le collier des Étoiles, commandé en même temps que le diadème

Le diadème consiste en une structure d'or et d'argent, sur laquelle est posé un décor d'étoiles en diamants disposées sur deux rangs et alternant entre petites et grandes. Au centre de l'étoile frontale, un grand diamant jaune (parfois appelé le "Diamant Maria Pia") est disposé. Les étoiles sont montées sur des armatures de telle manière qu'elles tremblent légèrement quand le porteur bouge. Le diadème a été arrangé de différentes manières au cours de l'histoire, car il ne comportait au départ qu'une seule rangée d'étoiles.